# 굿 다이노
《굿 다이노》(영어: The Good Dinosaur)는 픽사 애니메이션 스튜디오가 제작한 2015년 애니메이션이다. 픽사 애니메이터 피터 손의 첫 장편 연출작이다.

## 줄거리
대체 역사에서 백악기-고진기 대량절멸을 일으켰을 소행성은 지구를 무사히 통과한다. 수백만 년 후, 아파토사우루스 농부 헨리와 아이다는 리비, 벅, 알로 세 자녀를 둔다. 형제자매들은 어려운 일을 성공적으로 완수하고 가족의 옥수수 사일로에 "흔적"(진흙 발자국)을 남기도록 허락받지만, 알로는 약한 체격과 소심한 성격 때문에 어려움을 겪는다. 헨리는 알로의 자신감을 높여주기 위해 알로에게 도둑질하는 생물로부터 사일로를 지키고 근처에 설치된 "짐승 덫"을 지켜보라고 지시한다. 덫은 야생의 동굴 소년을 잡지만, 알로는 그를 죽일 수 없어 풀어준다. 좌절한 헨리는 알로에게 협곡으로 자신을 따라가 동굴 소년을 추적하라고 명령하지만, 심한 뇌우가 시작되자 둘은 집으로 돌아간다. 헨리는 급작스러운 홍수로부터 알로의 생명을 구하지만, 잔해에 의해 죽는다.
아버지가 없어진 후, 알로는 더 많은 일을 떠맡는다. 그는 같은 동굴 소년이 사일로를 털고 있는 것을 발견한다. 헨리의 죽음을 동굴 소년 탓으로 돌리며, 알로는 그를 강으로 쫓아가고, 둘 다 수 마일 아래로 떠내려간다. 알로는 의식을 잃고 깨어나 보니 집에서 멀리 떨어진 곳에 동굴 소년과 함께 있는데, 동굴 소년은 알로의 초기 짜증을 무시하고 음식을 가져다주려 한다. 알로는 사나운 뱀 같은 생물로부터 자신을 구해준 후 동굴 소년에게 마음을 연다. 이 공적은 괴짜 스티라코사우루스인 포레스트 우드부시의 감탄을 사서, 그는 동굴 소년을 애완동물로 삼고 싶어한다. 그는 알로에게 소년이 반응할 이름을 지어주는 경쟁을 강요하고, 알로는 소년을 "스팟"이라고 부르면서 게임에서 이긴다. 알로와 스팟은 강둑을 따라 농장으로 돌아오면서 유대감을 형성한다. 어느 날 밤, 알로는 잃어버린 가족을 슬퍼하고, 스팟은 자신의 부모님 모두가 죽었다는 것을 밝힌다.
나중에 폭풍이 몰아치자 알로는 공황발작을 겪고 황야로 도망쳐 강둑을 놓친다. 다음날 아침, 알로와 스팟은 사나운 육식성 익룡 무리에게 발견되어 알로를 공격하고 스팟을 잡아먹으려 한다. 익룡들을 피해 알로와 스팟은 티라노사우루스 남매인 내쉬와 램지를 만나고, 그들은 포식자들을 쫓아낸다.
내쉬, 램지, 그리고 그들의 아버지 버치는 소몰이 중이지만 롱혼 무리를 잃었다. 알로는 스팟의 추적 기술을 활용하자고 제안한다. 스팟은 롱혼들을 성공적으로 찾아내지만, 버치는 소도둑의 존재를 감지한다. 알로와 스팟은 네 명의 소도둑 벨로키랍토르를 밖으로 유인하여 버치와 그의 가족이 공격하고 쫓아낼 수 있게 한다. 알로는 전투 중에 버치의 생명을 구한다. 캠프파이어 주변에서 이야기를 나눈 후, 티라노사우루스들은 알로와 스팟이 그들과 함께 여행하도록 허락한다. 알로가 멀리서 자신의 고향 산을 발견하자, 그와 스팟은 버치 가족에게 감사하고 그들과 헤어진다. 그들은 나중에 멀리서 성인 야생 혈거인을 발견한다. 스팟은 흥미를 느끼지만, 알로는 계속 가야 한다고 주장한다.
또 다른 폭풍이 다가오자, 익룡들이 다시 나타나 스팟을 공격하고 데려간다. 알로는 개입하려 하지만, 익룡 중 하나에게 절벽으로 밀려나 덩굴에 엉킨다. 반쯤 의식을 잃은 상태에서 알로는 헨리의 환상을 보는데, 헨리는 알로가 더 용감해졌다고 확인해주고 스팟을 쫓아가도록 격려한다. 알로는 자신을 풀어주고, 폭풍을 뚫고 달려가 익룡들을 따라잡고, 스팟의 도움으로 그들을 물리쳐 강으로 떠내려 보낸다. 스팟도 강으로 떨어지고, 바로 그때 산사태가 거대해일을 일으킨다. 알로는 스팟을 보호하기 위해 물속으로 뛰어들고, 둘은 폭포 아래로 쓸려 내려간다. 알로는 자신과 스팟을 해변으로 끌어내고, 그들은 계속 가기 전에 휴식을 취한다.
알로의 집에 가까워지자, 혈거인이 아내와 아이들과 함께 돌아온다. 그들과 스팟은 서로에게 큰 관심을 보여, 알로는 마지못해 스팟에게 자신과 함께 있는 대신 이 새로운 가족과 함께 가라고 격려한다. 둘은 진심 어린 작별 인사를 나누고, 알로는 기뻐하는 가족에게 집으로 돌아와 사일로에 있는 아버지와 어머니의 흔적 사이에 자신의 흔적을 남긴다.

## 출연
- 레이먼드 오초아 - 알로
  - 잭 맥그로 - 알로 (아역)
- 잭 브라이트 - 스폿
- 샘 엘리엇 - 부치
- 애나 패퀸 - 램지
- A. J. 버클리 - 내시
- 제프리 라이트 - 파파 헨리
- 프랜시스 맥도먼드 - 마마 아이다
- 마커스 스크리브너 - 벅
  - 라이언 티플 - 벅 아역
- 말리 파딜라 - 리비
- 스티브 잔 - 썬더클랩
- 맨디 프런드 - 다운포어
- 스티븐 클레이 헌터 - 콜드프런트
- 피터 손 - 포리스트 우드부시
- 데이브 보트 - 버바
- 캐리 패프 - 럴린
- 캘럼 매캔지 그랜트 - 퍼비스
- 존 라첸버거 - 얼

## 우리말 연출
- 이종원 - 알로
- 홍성헌 - 헨리
- 이연희 - 아이다 / 소나기
- 이지우 - 태어난 벅
- 정민석 - 벅
- 곽지혜 - 리비
- 사성웅 - 썬더클럽(천둥소리)
- 이장원 - 내시
- 김옥경 - 램지
- 한상덕 - 부치
- 유해무 - 포레스트 우드부시
- 홍수정 - 럴린
- 이광수 - 버바
- 윤세웅 - 얼 / 찬바람
- 백승철 - 퍼비스

## 우리말 제작
- 연출 : 박원빈
- 번역 : 김혜연
- 녹음 : 애드원
- 믹싱 스튜디오 : 쉐퍼튼 스튜디오
- 크리에이티브 수퍼바이져 : 이유미
- 한국어 제작 : Disney Character Voices International,Inc.

## 제공
- 수입/배급 : 월트 디즈니 컴퍼니 코리아(주)
- 제작 : 월트 디즈니 픽처스/픽사 애니메이션 스튜디오